# Aptopus riojanus
Aptopus riojanus là một loài bọ cánh cứng trong họ Elateridae. Loài này được Aranda miêu tả khoa học năm 2005.